# IPhone 7
Das iPhone 7 ist ein Smartphone aus der iPhone-Reihe des US-amerikanischen Unternehmens Apple. Es ist der Nachfolger des iPhone 6s und wurde von Tim Cook im Bill Graham Civic Auditorium am 7. September 2016 erstmals der Öffentlichkeit vorgestellt. Es ist das erste wassergeschützte iPhone und die Videoauflösung der Vorderkamera wurde auf 1080p (Full HD) erhöht. Der physische Kopfhöreranschluss ist seit dem iPhone 7 nicht mehr vorhanden. Das iPhone 7 gibt es auch als Phablet mit größerem Display in der Ausführung iPhone 7 Plus. 
Die Vorbestellungsphase für das iPhone 7 begann am 9. September 2016, die Auslieferung an Kunden startete am 16. September 2016. Mit der Vorstellung des iPhone 11 und 11 Pro im September 2019 stellte Apple die Produktion des iPhone 7 ein.

## Design

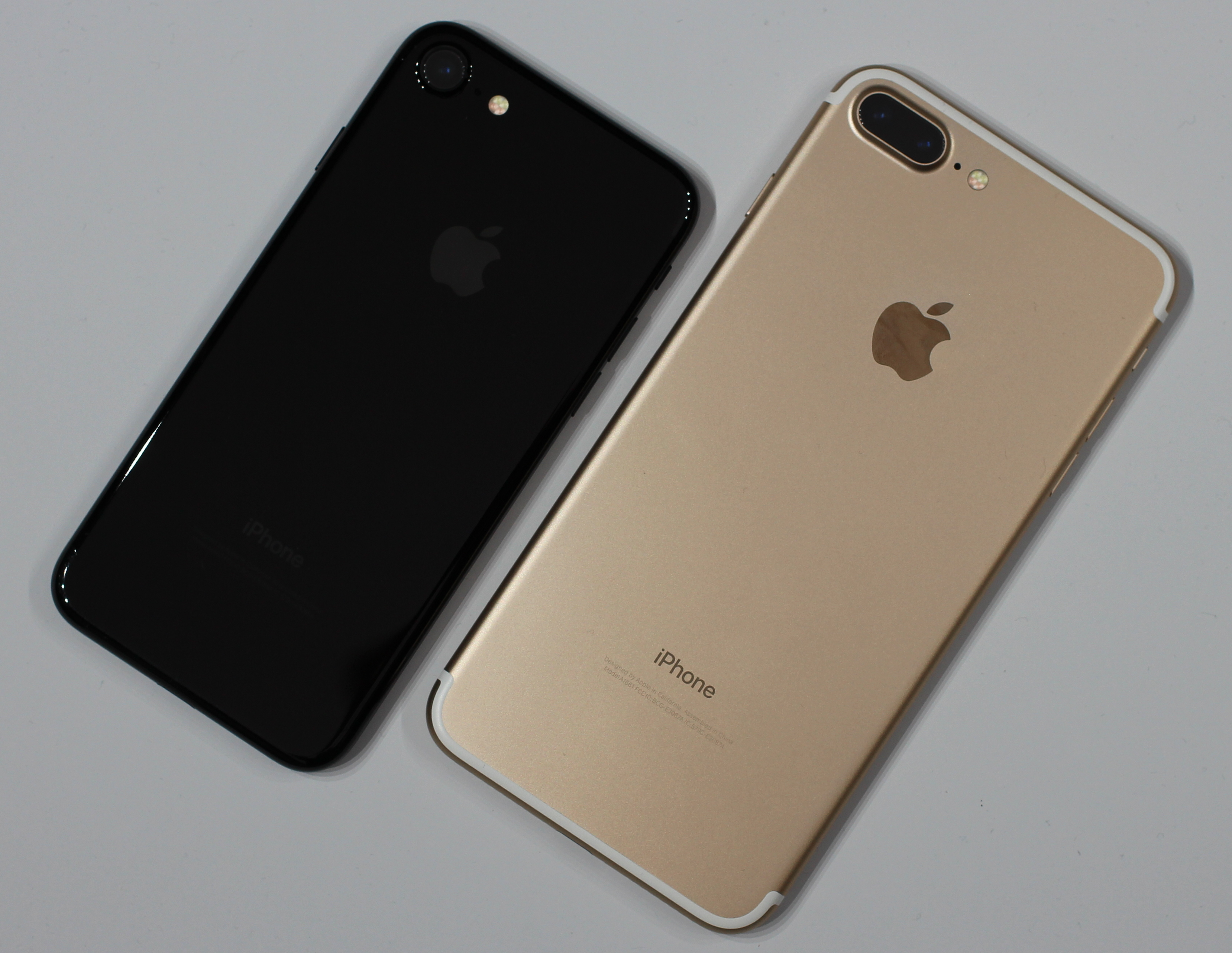
Rückseiten des iPhone 7 in Diamantschwarz und iPhone 7 Plus in Gold

Das Design entspricht bis auf wenige Änderungen dem des iPhone 6s.
Das iPhone 7 gibt es in fünf verschiedenen Farbvarianten mit den Bezeichnungen  Silber (engl. Silver), Roségold, Schwarz, Gold (engl. Gold) und Diamantschwarz (engl. jet black). Seit dem 24. März 2017 war das iPhone 7 in einer roten (PRODUCT)RED Special Edition erhältlich. Auf der Rückseite befindet sich eine Kameralinse, deren Wölbung sich nun fließender gestaltet. Zudem wurden die Antennenstreifen überarbeitet. Diese verlaufen nun nur noch am Rand entlang und wurden bei beiden schwarzen Varianten farblich weniger auffällig gestaltet. Auf der Vorderseite gibt es eine Frontkamera. Das Apple-Logo auf der Rückseite befindet sich im oberen Bereich, der iPhone-Schriftzug im unteren. Die Ecken und Seiten sind abgerundet. Das iPhone 7 ist mit 138,3 mm Höhe, 67,1 mm Breite, 7,1 mm Tiefe identisch groß und mit einem Gewicht von 138 g etwas leichter als sein Vorgänger.

## Technische Daten

### Kameras
Die verbesserte Kamera bietet eine größere Blende und optische Bildstabilisierung (kurz: OIS) bei beiden Modellen, was zuvor dem größeren Plus-Modell vorenthalten war. Im iPhone 7 Plus wurde auf der Rückseite zusätzlich eine zweite Teleobjektiv-Kamera eingebaut, wodurch ein 2-facher optischer Zoom und ein Schärfetiefeneffekt (Bokeh) möglich sind. Die FaceTime-Frontkamera hat eine höhere Auflösung von 7 statt 5 MP und kann 1080p-Videos aufnehmen (beim 6s maximal 720p).

### Leistung
Beide Modelle werden mit dem von Apple entwickelten Quad-Core-A10-Chip mit 64-Bit-ARM-Architektur betrieben, wobei zwei größere Kerne für anspruchsvolle Aufgaben und zwei kleinere Kerne für hohe Effizienz verbaut wurden. Dadurch soll die Akkulaufzeit verbessert werden.

### Display
Das Display kann Farben im DCI-P3 Farbraum darstellen, der Vorgänger erreichte nur sRGB. Die typische Helligkeit wird von Apple mit 625 nits angegeben, verglichen mit 500 nits beim Vorgänger, und der statische Kontrast mit 1400:1. Beide Werte können in der Realität von Gerät zu Gerät variieren.

### Schnittstellen
Die mitgelieferten EarPods-Kopfhörer besitzen einen Lightning-Anschluss, da die Klinkenbuchse aus dem iPhone 7 und iPhone 7 Plus entfernt wurde. Ein Adapter von Klinkenstecker auf Lightning ist im Lieferumfang enthalten. Alternativ können kabellose Kopfhörer, wie die gleichzeitig vorgestellten AirPods, oder die eingebauten Stereo-Lautsprecher verwendet werden.
Seit dem iPhone 7 kann das eingebaute NFC auch von Drittanbietern genutzt werden, zum Beispiel für Glucosesensoren. Diese Funktion wird von Apple als „Lesemodus“ bezeichnet.
Im iPhone 7 und iPhone 7 Plus steht ab iOS 13 und zur Verwendung in kompatiblen WLANs auch WPA3 als Weiterentwicklung von WPA2 zur Verfügung.

### Home Button
Der bisher mechanische Home-Knopf wurde durch eine Force-Touch-Sensortaste ersetzt, die bei einem Druck haptische Rückmeldung über die Taptic Engine gibt.

### Widerstandsfähigkeit
Das Gerät ist nach IP67 gegen Staub und Wasser zertifiziert, darauf wird jedoch keine Garantie gewährt.

## iPhone 7 Plus
Die technischen Spezifikationen des iPhone 7 Plus stimmen, wie auch beim Vorgänger iPhone 6s Plus, mit denen des iPhone 7 weitgehend überein. Die Unterschiede sind:
- Größere Bildschirmdiagonale von 5,5″, mit Full-HD-Auflösung 1920 × 1080 Pixel (entspricht 401 ppi).
- Die Gehäuseabmessungen (H × B × T) betragen 158,2 mm × 77,9 mm × 7,3 mm.
- Es verfügt über 3 Gigabyte RAM.
- Die Akkulaufzeit ist länger als beim iPhone 7. Nach Angaben von Apple beträgt sie bis zu 384 Stunden im Bereitschaftsbetrieb, bis zu 21 Stunden Gesprächsdauer (im 3G-Netz), sowie bis zu 13 Stunden Internetnutzung (3G oder LTE). Der Akku hat eine Kapazität von 2900 mAh bei 3,82 V.[5]
- Das iPhone 7 Plus verfügt über eine zweite Teleobjektiv-Kamera (auch Dualkamera genannt).

## Kritik

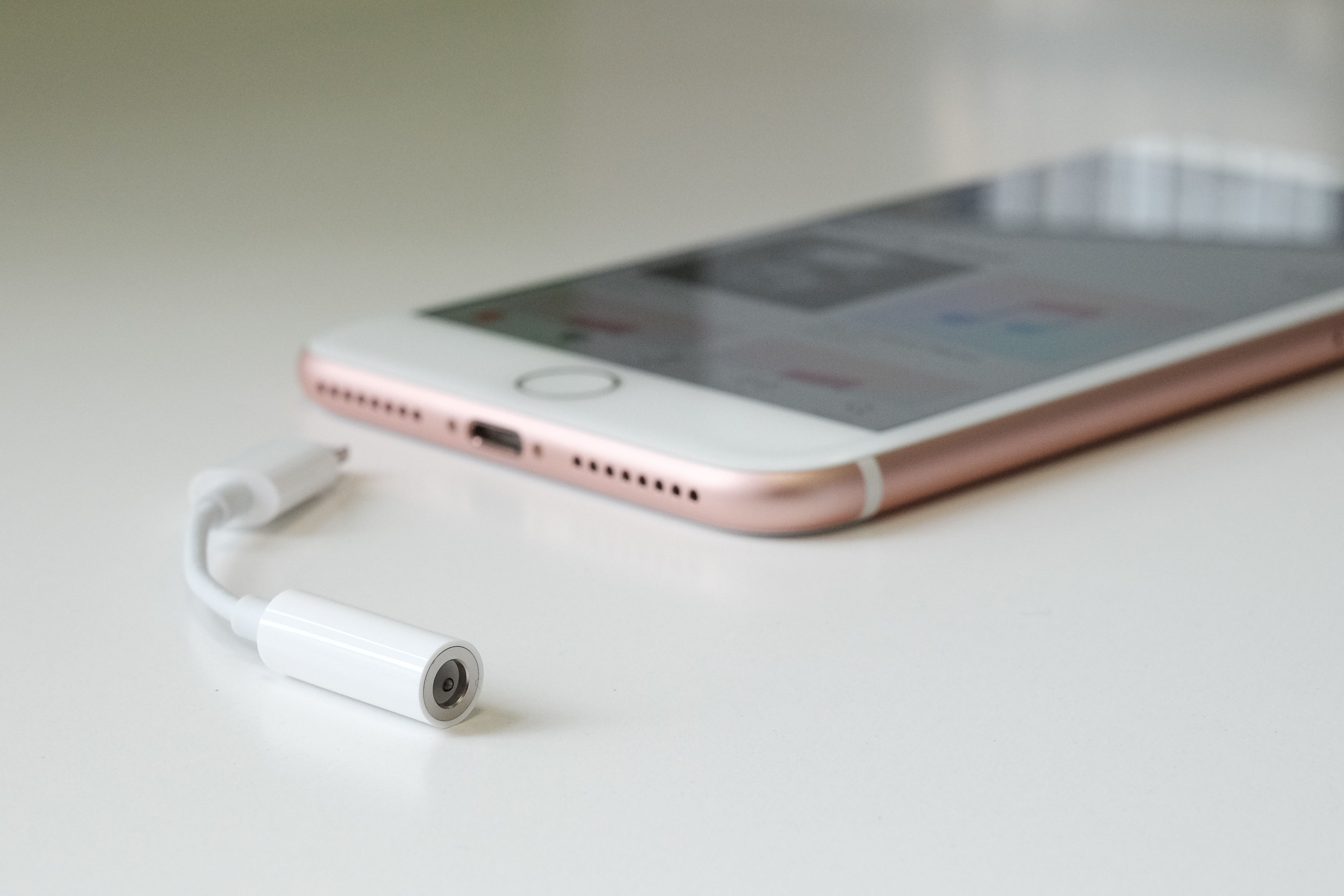
iPhone 7 Plus mit Klinkenstecker-Adapter

Apple erhielt Kritik für den fehlenden 3,5-mm-Klinkenanschluss im iPhone 7. James Geddes kritisierte, dass das Aufzwingen einer fehlenden Funktion, für die der Kunde nicht bereit ist, anmaßend wirken könnte. Es scheine, als habe Apple dem Kunden nicht nur zu wenig Gründe geliefert, auf neue iPhones umzusteigen, sondern auch gleich einen wichtigen Grund gegeben, nicht umzusteigen. Apple-Mitgründer Steve Wozniak warnte, dass das Fehlen eines 3,5-mm-Kopfhöreranschlusses bei vielen Leuten zu Empörung führen würde.

### Probleme
Vereinzelt gab es Beschwerden, dass sich die eloxierte Oberfläche des mattschwarzen iPhone 7 partiell ablöst. Besonders häufig soll dieses Problem an der unteren Seite bei den Öffnungen für Lautsprecher und Barometer sowie im Bereich der Lautstärketasten aufgetreten sein. Ein ähnliches Problem gab es bereits beim sogenannten „Scuff Gate“ des schwarzen iPhone 5, wo die Farbe aber verblasste, anstatt wie beim schwarzen iPhone 7 abzublättern.
Ein weiteres Problem nennt sich „Loop Disease“. Es ist die Folge schlechter Lötstellen im Inneren des Gerätes und kann zu verschiedenen Problemen führen, die von einem defekten Lautsprecher bis zur Unbenutzbarkeit reichen. In den USA wurde aufgrund dessen eine Sammelklage gestartet.
Beim Modell "A1660" des iPhone 7 kann es aufgrund einer defekten Komponente dazu kommen, dass das Gerät trotz Abdeckung keinen Empfang mehr hat. Apple hat dazu ein entsprechendes Austauschprogramm gestartet. Laut Apple wurde dieses Modell des iPhone 7 nur in den USA, China, Hong Kong, Japan und Macao verkauft.
Der Datenträger der Modellvariante mit dem geringsten Speicherplatz, 32 GB, erreicht laut Messungen deutlich schlechtere Schreibgeschwindigkeiten als die Modellvarianten mit größerem Speicherplatz.

## Verfügbarkeit
Apple bietet die Geräte in den Farben Silber, Schwarz, Gold und Roségold jeweils in Varianten mit 32, 128 oder 256 GB Speicherkapazität an, bei der Farbe (PRODUCT)RED™ und anfangs auch bei „Diamantschwarz“ entfällt die 32-GB-Variante.
Ab dem 12. September 2017, nachdem das iPhone 8 und iPhone X vorgestellt wurden, war auch das Modell mit 32 GB in Diamantschwarz erhältlich. Die rote Variante wurde nicht mehr angeboten. Die Version mit 256 GB Speicherkapazität entfiel, während die Preise der Übrigen auf 629 Euro bzw. 739 Euro reduziert wurden.
Mit der Vorstellung des iPhone XS und XR am 12. September 2018 wird die Farbe „Diamantschwarz“ nicht mehr angeboten, die Preise wurden zudem auf 519 Euro (32 GB) für das iPhone 7 bzw. 649 Euro (32 GB) für das iPhone 7 Plus reduziert.
| Modell        | Speicher | 9. September 2016 | 12. September 2017 | 12. September 2018 |
| ------------- | -------- | ----------------- | ------------------ | ------------------ |
| iPhone 7      | 32 GB    | 759 € (953 €)     | 629 € (778 €)      | 519 € (631 €)      |
| iPhone 7      | 128 GB   | 869 € (1.091 €)   | 739 € (914 €)      | 629 € (765 €)      |
| iPhone 7      | 256 GB   | 979 € (1.230 €)   | —                  | —                  |
| iPhone 7 Plus | 32 GB    | 899 € (1.129 €)   | 769 € (952 €)      | 649 € (789 €)      |
| iPhone 7 Plus | 128 GB   | 1.009 € (1.267 €) | 879 € (1.088 €)    | 759 € (923 €)      |
| iPhone 7 Plus | 256 GB   | 1.119 € (1.406 €) | —                  | —                  |